# Spongilla lacustris
Espèce
Spongilla lacustris est une spongille, l'une des environ 120 espèces d'éponges d'eau douce (spongiaires).

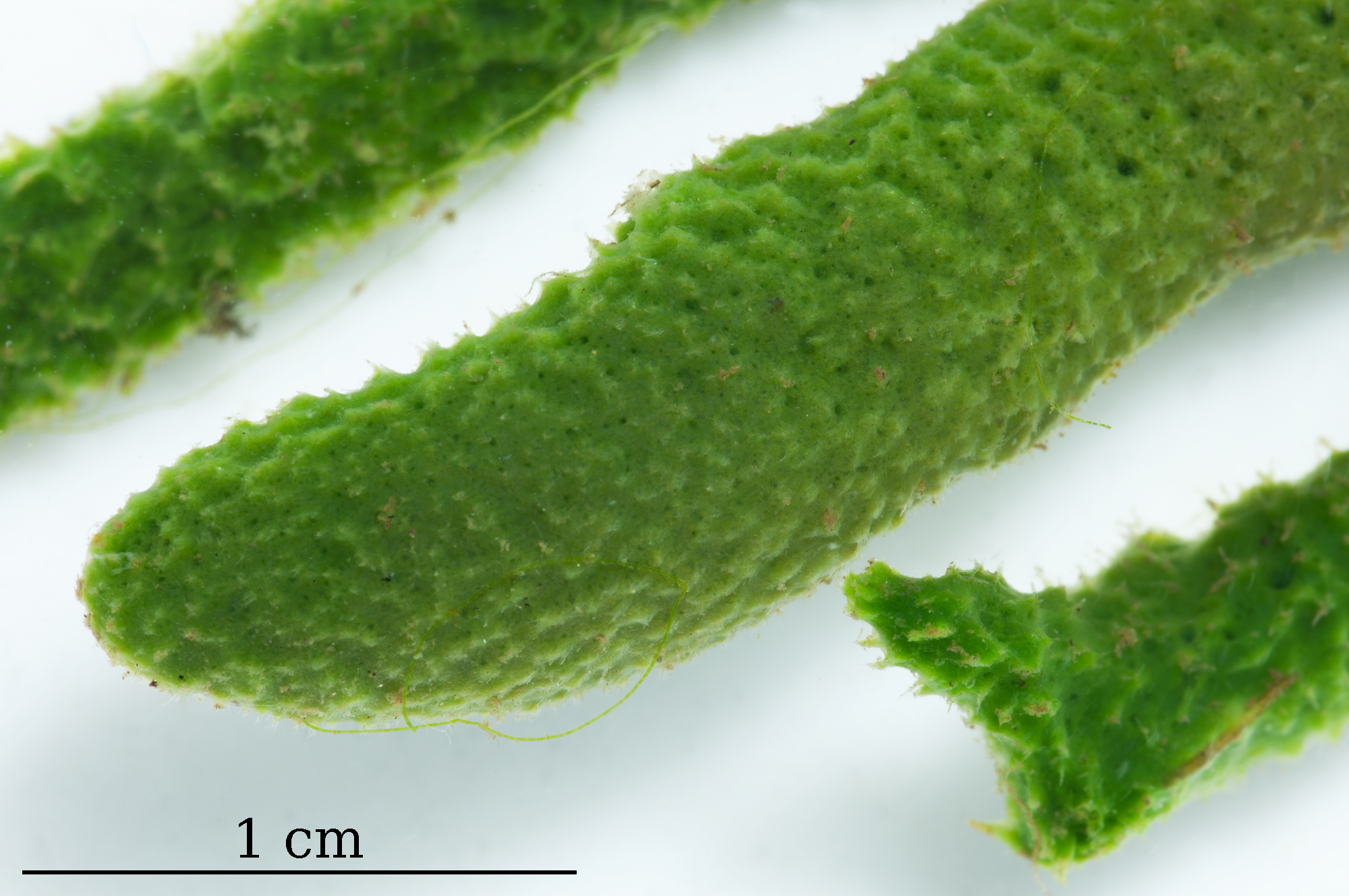
Macrophotographie (extrémité d'une « branche/bourgeon » de Spongillidae ; probablement Spongilla lacustris, dont la couleur verte est due à une algue symbiote).

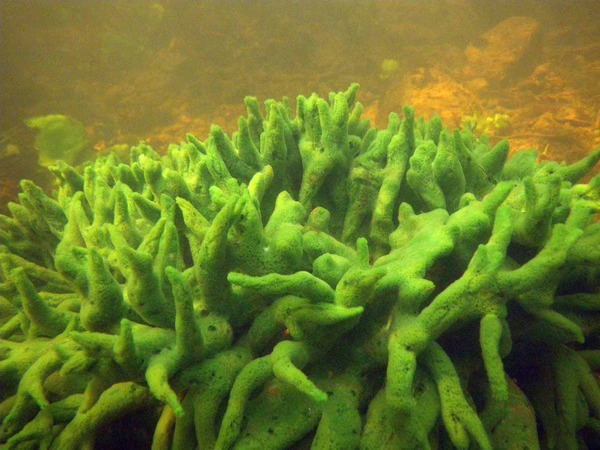
Colonie probablement formée par Spongilla lacustris.

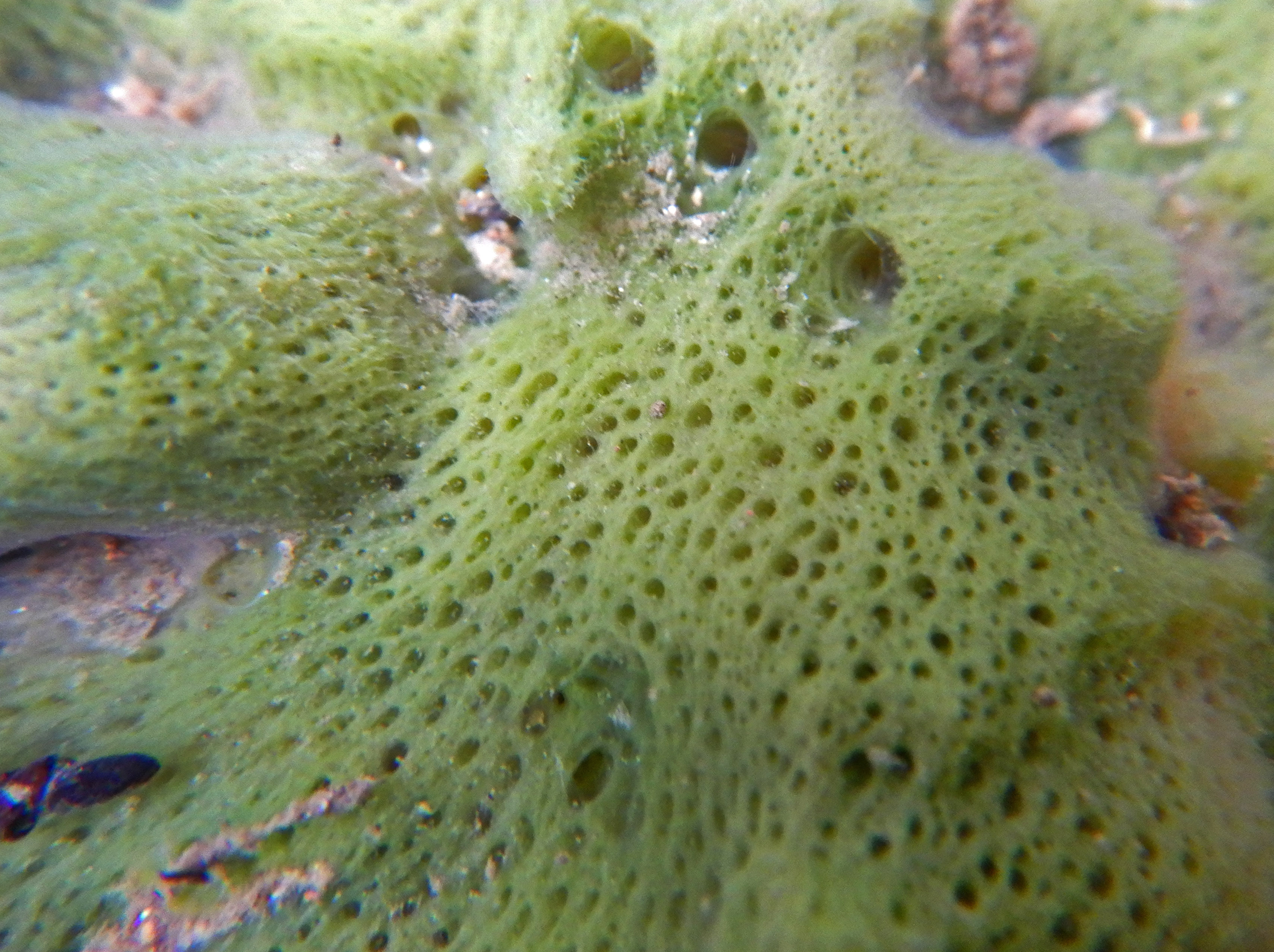
Forme particulièrement riche en pores inhalants.

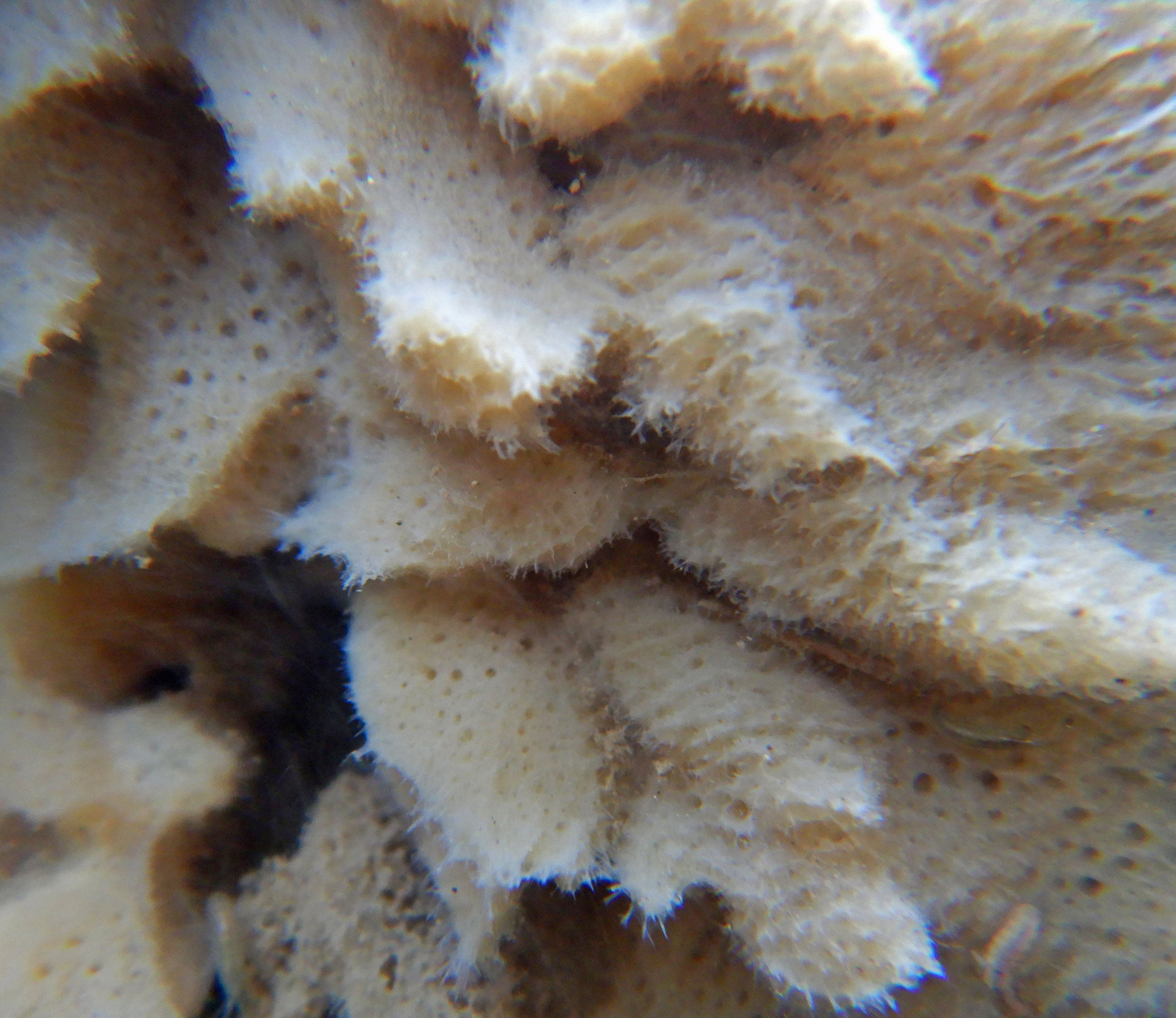
Forme complexe d'une colonie ayant grandi à l'abri de la lumière.

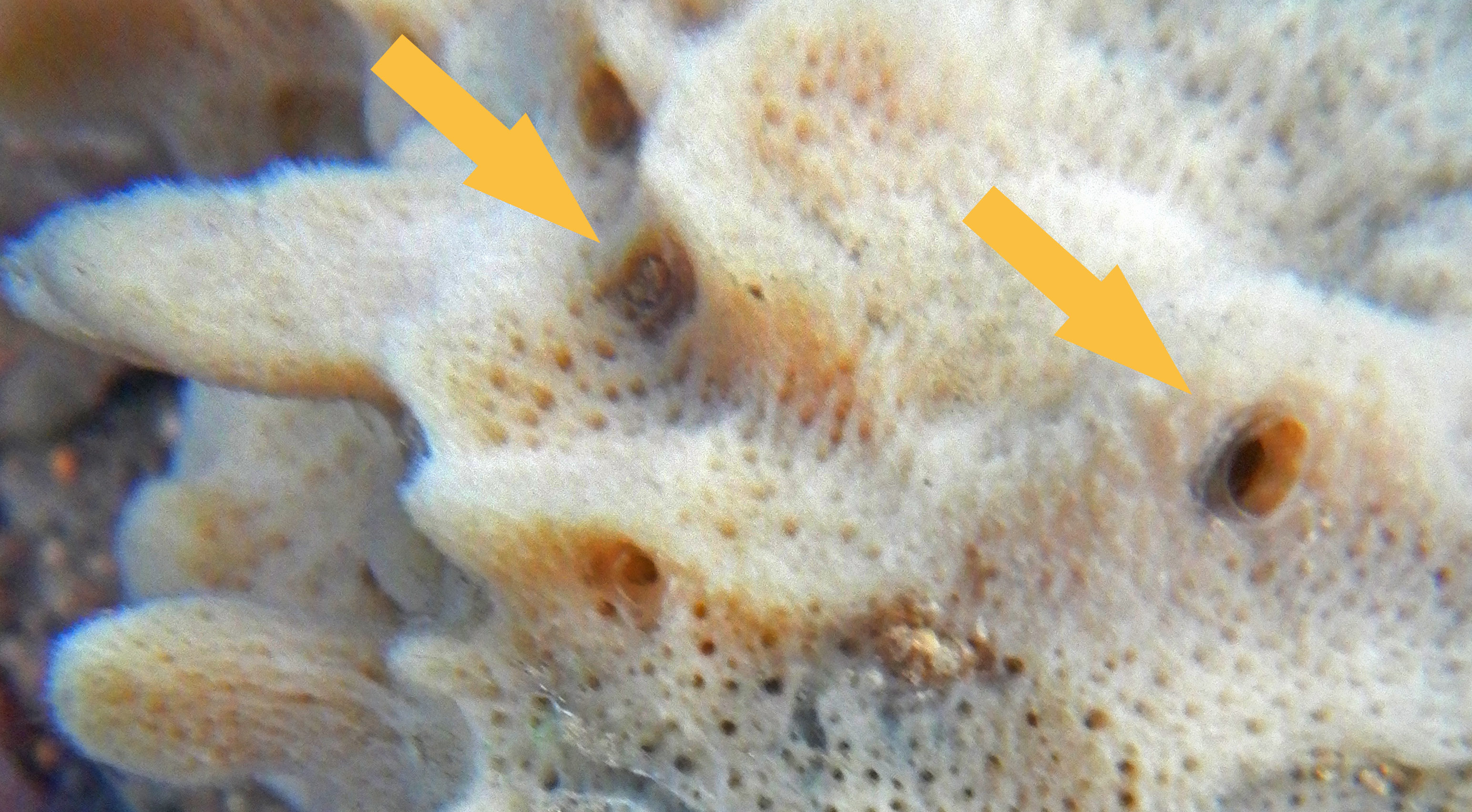
Oscules. Rem : la flèche de gauche montre un oscule qui semble bouché.

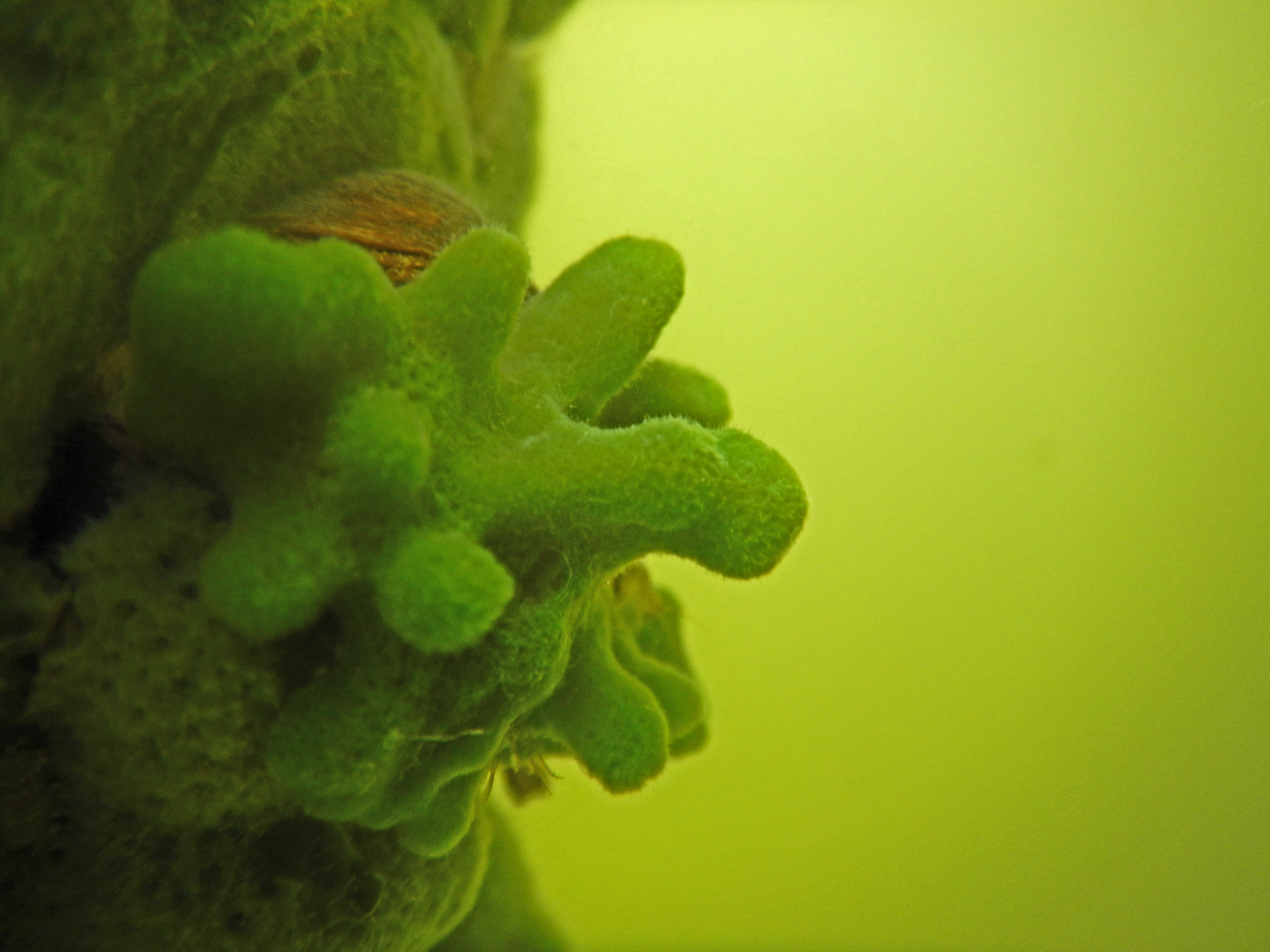
Éponge d'eau douce Spongilla lacustris sous une bouée de plastique flottante sur la Haute-Deûle à Lille, sur une zone sans trafic marchand ; la couleur verte est due à une association symbiotique avec une microalgue verte.

C'est un organisme colonial dont le premier stade est la coalescence de cellules individuelles. Une éponge broyée peut d'ailleurs reformer une nouvelle éponge, de forme différente mais parfaitement fonctionnelle.
Selon des mesures faites en laboratoire par Brauer (1975), grâce à ses vacuoles contractiles (VC), située au centre de l'éponge, et qui se remplissent et se vident d'eau en 5 à 30 minutes (en faisant varier leur diamètre de 1 à 13 µm), cette espèce filtre environ 70 fois son propre volume en eau chaque heure.
Relativement ubiquiste en termes de température et de dureté de l'eau (mais uniquement présente à partir d'une certaine profondeur, car elle ne supporte pas la dessiccation ni la proximité de la surface), c’est la plus répandue des éponges d’eau douce dans l'hémisphère nord (dont en Asie, jusqu'en Inde).
Selon son âge et en raison de facteurs encore mal compris, cet organisme colonial se présente sous des formes très variées (petites boules plus ou moins irrégulière, plaques et beaucoup plus rarement sous des formes complexes arborescentes ou digitées). Les individus arborescents et de grande taille sont encore plus rares mais néanmoins occasionnellement observés dans les milieux qui leur sont favorables.
Longtemps confondue avec une plante primitive, il s'agit en fait d'un animal filtreur pluricellulaire, primitif et d'organisation simple (du groupe des Métazoaires), qui se nourrit principalement de matière organique ou de bactéries et microplancton en suspension.
Le squelette est souple et mou.

## Statut de menace ou de rareté
Selon l'Agence européenne de l'environnement, faute de données suffisantes, le statut de menace ou de rareté de cette espèce n'a pas pu être évalué, et l'espèce n'est citée par aucun texte réglementaire européen.
Elle est rare ou absente dans certains milieux et abondante dans d'autres (1,7 g de matière sèche par mètre carré mesurés en octobre (pic de biomasse) dans une mare acide à sphaignes) du centre du New Hampshire aux États-Unis étudiée par Frost & al (1982).

## Description
En 1759, Linné décrit cette éponge comme « repens, fragilis, Ramis teretibus obtusis » (c'est-à-dire : rampante, fragile, avec branches cylindriques présentant des renflements au niveau de leurs extrémités)
On la trouve en réalité sous de nombreuses formes ; elle peut former des taches ou des couches d’apparence « encroutantes » en tapis généralement peu épais (un à quelques millimètres). Elle forme parfois des boules ou des nodules ou des groupes de nodules, ou encore, elle produit des formes coloniales plus complexes (beaucoup plus rares), « digitée » ou « arborescentes ».
Couleur :
Dans la pénombre ou fixée sur le dessous de branches ou d'objets flottants elles sont généralement blanc cassé, blanc-gris ou jaunâtre à brun clair (leur couleur est due aux bactéries ou algues symbiotes ou opportunistes qu'elles hébergent). Dans le noir total ou à grande profondeur, elles ont généralement une couleur allant de blanc à blanc-crème. De couleur habituellement blanchâtre à jaunâtre ou brun clair, certains spécimens de cette espèce peuvent aussi, quand ils reçoivent assez de lumière solaire et suffisamment longtemps, former une association symbiotique avec des chlorella (algue microscopique verte (zoochlorela). L'éponge entière prend alors une teinte verte (vert sombre à vert presque fluo selon l'espèce de zoochlorella qui la colonise). Ces éponges vertes produisent, au soleil ou dans la lumière, de nombreuses bulles. Celles-ci restent longtemps collées à l'éponge jusqu'à atteindre un diamètre tel qu'elles s'en décollent et remontent en surface. La capacité de production d'oxygène de l'éponge est directement liée à la teneur de l'éponge en chlorophylle et à la lumière qu'elle reçoit. Le milieu doit être suffisamment ouvert au-dessus de l'eau pour qu'il y ait beaucoup de lumière dans l'eau, car les tissus de l'éponge entravent une partie du flux de photons vers les cellules de l'algue symbiote. En 1994, des biologistes danois ont conclu que la biomasse algale ne pouvait se substituer aux particules filtrées pour subvenir à la totalité des besoins de l'éponge pour sa croissance.
Forme : Comme la plupart des autres éponges d'eau douce, cette espèce peut :
- former une pellicule d’un à quelques millimètres, d’apparence plus ou moins « encroûtante » ;
- des structures digitées dressées (tubulaires et plus ou moins massives) ; ce sont alors parfois des « manchons » gainant une branche, un pieu, etc.)
- des structures ramifiées plus arborescentes.

Taille et épaisseur : elles sont souvent centimétriques.
Les spongilla lacustris sont plus massives quand le courant est faible ou absent (comme dans les lacs) et plus fines et petites quand le courant est important.
Des éponges plates et encroutantes peuvent former des taches de plusieurs dizaines de centimètres. Des éponges digitées ou arborescentes peuvent dans certains lacs ou canaux dont l'eau est peu polluée occuper des surfaces importantes. Les "doigts" ou branches de ces individus peuvent avoir une épaisseur de plusieurs centimètres et mesurer plus de 20 cm de longueur.
Une même espèce peut prendre toutes ces formes et des couleurs différentes (symbiose algale), c'est pourquoi leur identification peut uniquement être effectuée par un spécialiste. Ce dernier en observera l’organisation interne, le « squelette » (forme et agencement des spicules) et les gemmules (pouvant présenter un certain polymorphisme).
Au microscope, le squelette se montre composé de 3 à 5 sclères parallèles.

## Association symbiotique
Elle intrigue depuis longtemps les biologistes. Comme toutes les éponges, S.lacustris a coévolué avec des symbiotes microbiens qu'il faudrait aussi prendre en compte dans la diversité génétique de l'espèce. Avec les algues microscopiques, la symbiose n'est ni systématique, ni génétiquement prédéterminée (car des chlorellae extraites d'éponges vertes, ont pu être cultivées et ajoutées à des éponges dépourvues d'algues ; ces dernières ont rapidement été fixées (après différents temps d'incubation) dans leurs cellules du mésenchyme. On suppose que les zoochlorelles facilitent la nutrition de leur hôte éponge, mais l'intérêt mutuel des deux partenaire n'est pas encore clairement mesuré ou compris (on sait au moins qu'en laboratoire, pour une durée d'éclairage de 9 h consécutives, l'algue produit plus d'oxygène que n'en a besoin le complexe éponge-algue).
Des algues sont observables ou par microscopie électronique ou in vivo par la microscopie, la microscopie à contraste de phase. En laboratoire, quelques minutes après l'addition de ces chlorellae dans l'eau, elles peuvent être retrouvées à l'intérieur des chambres choanocytaires où elles sont transportées par des corps cellulaires qui les entourent sans les lyser. Des pinacocytes se montrent aussi impliqués dans l'absorption.
Ensuite, si la symbiose se fait bien, les algues se reproduisent dans l'éponge et sont transmises par des cellules donneuses à des cellules non dotées ; les chlorellae ne semblent pas libérées de leurs vacuoles d'accueil jusqu'à ce qu'elles y soient largement présentes. Six heures après l'addition en laboratoire, toutes les cellules d'une éponge contenaient des algues hormis les granulocytes, les microscleroblastes et les pinacocytes de la région de bordure périphérique et ceux du pinacoderme. Les chlorellae se divisent sans difficulté à l'intérieur des cellules de l'éponge.
Des variants blancs et verts ont été comparés en 1976-1979 par deux biologistes à partir d'échantillons de S. lacustris provenant d'eaux lentes du Massachusetts, puis étudiés en laboratoire.
Les deux types d'éponges (blanches ou vertes) ont produit une quantité similaire de sperme, à la même époque (durant 6 semaines environ en 1976 à partir de la mi-mai, mais sur 30 éponges blanches et 30 vertes examinées, vingt blanches en contenaient contre dix vertes seulement. Dans les deux cas, la production de spermatozoïdes était principalement limitée aux premiers millimètres (3,18 mm)  situés à la base de l'éponge, avec une densité de paquets de sperme comparables dans les deux cas. Sur 180 éponges blanches et vertes examinés en 1976, seulement quatre œufs, aucun embryons, et aucune larve ont été observés. Les éponges blanches ont gemmulé une semaine ou deux avant les vertes, et elles produisaient moins gemmules, qui étaient par contre de taille plus uniforme que ceux des éponges vertes. les gemmules blancs et verts ont éclos de manière synchrone au printemps. Il semble qu'on ignore si les éponges sont sensibles aux perturbateurs endocriniens et si oui auxquels.

## Habitat et aire de répartition
Certains auteurs considèrent cette éponge comme caractéristique des eaux claires, mais elle est parfois aussi trouvée dans des eaux très turbides. On estime parfois qu'elle a besoin d'un substrat dur, mais S. lacustris peut s'en passer dans les milieux où il n'y a pas ou peu de sédimentation en hiver (ex : dans une mare à sphaignes étudiée par Frost (1982) la plus grande partie de la population de cette éponge croissait en « branches verticales » à partir du fond de l'étang ou attaché à des macrophytes aquatiques).
Une étude ayant comparé les populations d'espèces différentes du Rhin a conclu que S lacustris n'est trouvée dans le milieu qu'en saison chaude alors que sa cousine S fluviatilis est aussi trouvée en saison froide et qu'elle survit dans des zones périodiquement exondées.
Cette espèce est la plus ubiquiste des éponges d'eau douce ; elle est dite eurybionte, c'est-à-dire qu’elle est adaptée à presque tous les types d’eau douce, indépendamment du courant et de la température de l'eau (du moment qu'il y ait assez de silice biodisponible et assez de particules nutritives en suspension).
On la trouve souvent dans les lacs (d'où son nom latin), mais parfois aussi dans des fleuves ou certains canaux. 
Elle serait plus fréquente dans les eaux profondes, mais présente jusqu'à quelques dizaines de cm en dessous de la surface d'eaux lentes ou fermées. On la trouve parfois dans des zones où la lumière est absente (tuyauteries, siphons, rivières tubées ou souterraines charriant une eau riche en matières en suspension…).

## Biologie, écologie
Cette éponge se construit sans véritables organes et sans symétrie ni plan prédéfinis, et sans cellules nerveuses ni sensorielles.
Sauf exceptions (dans les mares à sphaignes par exemple) Les organismes adultes ne peuvent croître sans substrat sur de la vase ou sur un sédiment très fin ; ils nécessitent un support stable (roche, matériau dur, bois, tiges de végétaux, branche immergées, matériau artificiel dur).
Dans certains milieux ou contextes, les éponges peuvent être exposées à une « neige sédimentaire » qui tend alors à les couvrir d'un tapis de particules et de microbes dit « périphyton » ; il a été montré que ce périphyton est bien moins présent sur la surface des éponges (dont chez S. lacustris). Les éponges se montrent capables de se débarrasser de tout ou partie de leur périphyton.

### Reproduction
Cette espèce se reproduit à la fois de manière sexuée (via des larves mobiles planctoniques) et par voie asexuée (via les gemmules et/ou par division et régénérescence d'une partie cassée ou coupée). Sa croissance, son métabolisme et sa reproduction sont caractérisés par un cycle annuel et saisonnier très marqué. S lacustris se reproduirait moins par voie sexuelle que S. fluviatilis
Il a été montré par Simpson & al (1973) que l'ovogenèse, la spermatogenèse, la production de larves, ou la reproduction asexuée par « gemmulation » (en particulier l'éclosion de gemmules et leur croissance) se produisent à des moments précis de l'année, avec toutefois des différences individuelles (par exemple les individus épais produisent des gemmules en octobre alors que les individus plus petits le font en juillet). L'association avec une algue symbiotique pourrait peut-être être favorisée ou défavorisée selon la date de gemmulation.
Lors d'une expérience de laboratoire, Gilbert & al ont prélevé des branches gémulées (Courtes, de 0,3 cm et plus longues (1,5 à 2,5 cm) de l'éponge S. lacustris qu'ils ont conservées au froid puis réimplanté dans la mare d'origine, mais à trois dates différentes (d'environ un, deux, et trois mois de retard après la date normale d'éclosion des gemmules). Les éponges provenant de ces implants ont fabriqué des œufs, tant dans leurs tissus anciens que nouveaux durant trois à quatre semaines après l'éclosion des gemmules.
Il y a transmission verticale de symbiotes : Les gemmules de S lacustris contiennent souvent déjà une ou plusieurs espèces d'algues symbiotes, qui seront bénéfiques pour le développement de l'éponge fille, car lui fournissant des sucres et de l'oxygène natif, directement dans le milieu intérieur.
Les cellules d'une éponge broyée peuvent se réunir et se réorganiser en un nouvel organisme colonial. Deux clones d'une même éponge peuvent fusionner.
Selon Simpson & al (1973), cette éponge est toujours dioïque. Certains auteurs estiment que l'organisme est mâle une année puis femelle l'année suivante.
Comme chez d'autres espèces proches des régions tempérées, les gemmules ne peuvent éclore que quand la température de l'eau est faible (4 à 5 °C) et il existe un autre facteur que l'augmentation de la température pour stimuler l'éclosion. On a observé dans le mésenchyme de S. lacustris un groupement d'archaeocytes et des agrégats de très jeunes individus (au stade post-larvaire) ; leurs fonctions n'est pas encore comprise.

### L'œuf
Chez les spécimens bien développés de S lacustris, les ovocytes apparaissent (par différenciation à partir d'archeocytes)  en juin-juillet.
Lors d'une première phase de croissance ils atteignent la taille de 50 µm ; chaque ovocyte étant alors enfermé dans une mono-couche couche d'épithélium folliculaire, qui sera conservée jusqu'à ce qu'en émerge la larve planctonique.
Lors d'une seconde phase, les ovocytes grandissent (par phagocytose de trophocytes) jusqu'à atteindre 220 µm alors que la structure de l'œuf se complexifie (couche distincte autour la matière centrale et petits granules entourant le noyau. Certains blastomères sont binucléés. L'embryon est d'abord constitué de cellules uniformes à haute teneur en jaune ; En périphérie, elles sont légèrement aplaties plutôt que sphérique. À ce stade de développement, les premiers scléroblastes apparaissent.
Une cavité (la « cavité larvaire ») se forme ensuite, bordée de pinacocytes. Cette cavité se développe jusqu'à occuper la moitié environ du volume de la larve au moment de l'émergence, tout en prenant une forme hémisphérique. Les cellules de la périphérie de la larve forment un épithélium cilié multisérié en forme de colonne et mono-couche, avec des noyaux en forme de larme.
La larve émerge en traversant son follicule, puis doit percer la paroi du système de canal exhalant pour être expulsées dans le milieu aquatique. À ce stade, la larve a développé quelques chambres flagellés, qui peuvent déjà être intégrées dans une ébauche de canal et de système exhalant. Les scléroblastes qui étaient déjà perceptibles, ont déjà commencé à former des spicules isolés, qui peuvent s'entremêler et former des complexes spicules-spongine.

### Dynamique des populations
Selon Frost (1982), sur un même site non perturbé, la biomasse globale est globalement conservée d'une année sur l'autre, avec un maximum en octobre (pour le centre du New hampshire) grâce à une croissance rapide au printemps et en été (10 mg d'éponge gemmulées pourraient du printemps à l'automne produire 18 grammes d'éponge.
En hiver, les éponges gemmulées, même dont celles qui sont attachés à des macrophytes tombent sur les sédiments de fond, avec une forte mortalité durant cette période pour les éponges qui sont enfouies sous le sédiment, les gemmules ne pouvant alors éclore et survivre.
Les éponges provenant de larves produites sexuellement seraient moins susceptibles de survivre à l'hiver selon Frost (1982).

### Croissance, régénération
Au laboratoire, en trois à cinq jours après le début de la formation d'une colonie par agrégation de gemmules, les cellules de S. lacustris  forment des couches confluentes qui constituent peu à peu des membranes. Dans le même temps l'éponge forme des canaux et des pores et elle sécrète une protéine qui l'attache fortement au substrat.
Grâce à des cellules totipotentes, cette espèce présente une importante capacité de régénération de ses tissus, mais qui décline avec l'âge des individus et avec la répétition du processus de destruction/régénération (la taille des cellules régénérées et de leur noyau diminue également avec l'âge de l'éponge).

### Structure anatomique et organisationnelle
Les éponges ne présentent pas de schéma anatomique précis ni fixé par avance, et à la différence de tous les autres invertébrés (hors éponges et cnidaires) qui sont triploblastiques (organisation en triple feuillets), et comme toutes les autres éponges, cette espèce est "diploblastiques" (organisme constitué de deux feuillets cellulaires).
Les parois du corps sont donc constitués de trois couches ou « feuillets cellulaires » :
1. la couche (ou feuillet) externe et continue constituée d'une membrane cellulaire externe (« ectoderme » ou « feuillet ectoblastique » dont chaque cellule est un pinacocyte). Dans cette membrane s’ouvrent des pores inhalants permettant à l'éponge de respirer et se nourrir ;
2. une membrane interne ("endoderme" ou feuillet endoplastique) faite de cellules spécialisées digestives (les « "choanocytes" », qui sont flagellées et qui avec les mouvements de contraction/expanstion[25] permettent à l'éponge de faire circuler en son sein l’eau et les  particules nutritives dont elle se nourrit.
3. une couche intermédiaire, de « mésoglée » (substance gélatineuse contenant deux autres sortes de cellules).

- les scléroblastes (ce sont elles qui sécrétent les spicules de silice formant le squelette des éponges d'eau douce de cette famille)
- les amoebocytes (elles contribuent à transporter la nourriture prélevée dans l'eau à l'intérieur l’éponge).

Le squelette rudimentaire est mou, non symétrique, propre à chaque éponge et instable. Il est constitué de spicules entrelacés et de spongine (fibre élastique cornée qui forment l'essentiel du mésenchyme).
Sur ce squelette s'organisent des cellules externes qui formant une sorte de peau percée de micropores (ostium) alors que les cellules internes s'organisent autour d'un système de canaux (plus complexe que chez les autres éponges).
Les choanocytes forment des réseaux de minuscules « corbeilles vibratiles » reliées au milieu extérieur par de nombreux canaux débouchant aux oscules (des pores macroscopiques dispersés).
D'autres ouvertures permettent à l'eau d'entrer dans l'éponge via des canaux aquifères irrégulièrement disposées et dont la disposition dans l'espace change régulièrement, l'éponge vivante réorganisant perpétuellement sa structure interne et son squelette.
On a longtemps cru que les tissus des cellules d'éponges n'étaient que très transitoirement scellés entre eux,, ou que les éponges n'avaient aucun vrai milieu intérieur parce que l'environnement (l'eau) peut circuler à travers leur corps ».
Cette idée a été récemment battue en brèche par la démonstration (sur des cultures de S lacustris en laboratoire) de l'existence d'une polarisation électrique de l'épithélium de l'éponge, lui permettant, dans une certaine mesure de contrôler le passage de solutés et d'entretenir un milieu intérieur différent du milieu extérieur, au moins chez les démosponges d'eau douce, et probablement chez d'autres espèces d'éponges. Il existerait donc des tissus fonctionnels chez cette espèce et probablement chez d'autres.

### Hibernation et adaptation aux stress chimique ou environnemental
Cette espèces comme d’autres éponges d'eau douce connait des phases de dormance et réagit au stress hivernal (grâce à la gemmulation, qui est un stade quiescent et résistant de l'éponge, caractérisé par une forte teneur en protéine de stress Hsp70). La gemmule survit facilement au froid durant 6 mois, et la levée du "repos" est rapide : des gemmules stockées à 8 °C germent moins de 24 heures après que la température de l'eau ait été portée à 22,5 °C. Selon Zeuthen (1939) si l'on maintient les gemmules au chaud en hiver, sa phase d'hibernation est alors réduite à environ 13 jours. Cet auteur décrit une phase de préhibernation et une phase de posthibernation caractérisées par des changements de pression osmotique chez l'éponge.
Mais l'éponge peut aussi faire face (dans une certaine mesure) à une agression chimique en réduisant son volume ; elle tend alors à former une boule plus riche en tissus conjonctifs et appauvrie en autres tissus), en cas de stress environnemental tel qu'une exposition à une faible dose d'eau de Javel (doses présentes dans l’eau du robinet et a fortiori dans l’eau de piscine). Harrison, F. W., & Davis, D. A. (1982). Morphological and cytochemical patterns during early stages of reduction body formation in Spongilla lacustris (Porifera: Spongillidae). Transactions of the American Microscopical Society, 317-324 (résumé et extrait.

### Respiration
Les choanocytes des chambres choanocytaires créent un courant par le battement de leur flagelle. 
Certaines éponges sont en outre animées de lents mouvement d'expansion et contraction qui évoquent les mouvements constatés chez les animaux supérieurs lors de l'inhalation/expiration d'air ou d'eau. Le dioxygène et les particules alimentaires (Dinoflagellés, Bactéries et diverses particules organiques fines...) sont capturés par ces mêmes choanocytes. Quand il y a symbiose avec une algue, l'éponge peut aussi bénéficier (le jour) de l'oxygène qu'elle produit. La Respiration se produit de manière plus ou moins diffuse dans l'éponge.

### Alimentation, digestion, excrétion
Alimentation : Peu active en hiver, cette éponge consomme l'essentiel de sa nourriture au printemps et en été. 
Elle se nourrit de particules en suspension (bactéries, microplancton végétal, débris en suspension). La nourriture est acquise par phagocytose de particules et/ou filtration isotonique de l'eau.
Digestion : La voie suivie par ces particules alimentaires à l'intérieur de S lacustris a été précisée par des études de laboratoires, sous microscope électronique, par exemple à partir d'échantillons d'éponge ayant été nourries avec une microalgue (Chlamydomonas reinhardtii). 
Ces algues ont été capturées par les flagelles des choanocytes ou dans les prosendopinacocytes et phagocytées ; puis après un certain temps, elles ont transféré aux archaeocytes, amoebocytes (ou  amibocytes qui sont des cellules mobiles) et lophocytes et digérées. Le microscope montre que la digestion des algues commence dans les rétrécissement des cellules, puis elles se désintègrent peu à peu (lyse) pour former des fragments verts sphériques de 2 à 3 µm de diamètre envoyés vers les cellules à collerette (digestion finale intracellulaire dans l'ectoderme ou l'endoderme). Il ne reste de ces algues après 12 à 18 h, que des fragments brun rougeâtre.
Excrétion : Les déchets métaboliques sont évacués par les oscules via les canaux les plus proches.

### Métabolisme, biosynthèse
Une partie des éléments ingérés par l'animal (silice) sert à produire le matériau qui donne sa consistance caractéristique aux éponges d'eau douce. Le reste des déchets métaboliques sont évacués dans la masse d'eau qui les baigne (sous forme d'ammoniac pour les déchets azotés) par les pores exhalants.
Cette éponge peut aussi produire des isoformes de l'actine, comme chez d'autres spongiaires et des collagènes primitifs (collagènes à chaine courte, assimilables à la spongine, « probablement à l'origine des collagènes non-fibrillaires ») pour la production desquels deux gènes ont été identifiés en 1994 chez l'éponge d'eau douce Ephydatia mülleri (COLNF8 et COLNF13).

### Biochimie
Les démosponges et notamment S lacustris contiennent quelques composés lipidiques dits Spongilipides, ; Manconi et al. (1988) ont détecté et quantifié des composés de type stérols dans l'éponge S. lacustris et chez S fluviatilis, dont principalement du cholestérol.

### Exocytose et égestion
L'exocytose (libération de molécules vers le milieu extérieur) et l'excrétion diffuse sont démontrées chez plusieurs espèces d'éponges, et notamment chez S. lacustris.

### Mobilité, mouvements
Les larves sont planctoniques et mobiles.
Les individus coloniaux de cette espèces sont faiblement et lentement mobiles (quelques millimètres par jour, soit plusieurs centimètres par mois, par réorganisation interne de leur structure).
Bien qu'apparemment très primitives et semblant inorganisées (vues au microscope) les cellules de cette espèce sont capables de former des canaux, des tubes qui sont perpétuellement réagencés. L'éponge semblent pouvoir (très lentement) se mouvoir et produire des mouvements de contraction.
L'éponge n'a ni cerveau ni véritable système nerveux, mais certains de ses « mouvements » semblent résulter de comportements relativement coordonnés, semble-t-il par des cellules spécialisées fonctionnant un peu comme dans un système nerveux en étant émettrice ou réceptrice de signaux chimio-électriques faibles,)  et comme dans un système musculaire primitif.

### Fixation au substrat
Ces éponges sont souvent trouvées dans des zones calmes, mais elles peuvent aussi résister à un courant constant et important.
Leur pied est solidement fixé à sur un substrat dur par un « crampon » ; c'est la première partie qui est biosynthétisée par l'éponge quand elle forme un nouvel individu colonial. Cette "interface" avec le substrat est formée d'un biopolymère qui s'est avéré être une forme de chitine chimiquement proche de celle qu'on retrouve chez certaines éponges marines,. Des traces de chitine avaient déjà été détectée (dans les années 1960 par Jeuniaux, dans la couche interne de gemmules d'éponges d'eau douce), mais jamais dans les squelettes d'éponges adultes d'eau douce, avant qu'en 2013 on découvre que le crampon de l'éponge adulte en est aussi constitué. L'étude internationale à l'origine de cette découverte a aussi montré que cette chitine est de type alpha-chitine, déjà connue chez d'autres espèces animales plutôt que béta-chitine.

### Compétition
Ces colonies semblent capables - là où elles croissent - d’éliminer les autres espèces (algues, bactéries) du substrat ou quand il s'agit de moules zébrées elles les enrobent complètement ou presque complètement. Les individus coloniaux émettent une odeur souvent jugée désagréable, et une hypothèse est qu'ils pourraient émettre des substances éloignant d'éventuels prédateurs ou compétiteurs pour le substrat.

### Prédateursetinteractions durables
Les prédateurs des éponges d'eau douce en général sont mal connus. Les éponges siliceuses semblent évitées par les prédateurs généralistes des eaux douces, et épargnées par les escargots. Divers auteurs ont noté qu'elles dégageaient une odeur particulière (un peu piquante), qui peut-être les rend inappétentes pour d'autres animaux. Il est possible que leurs spicules jouent aussi un rôle défensif.
Les larves d'insectes Neuroptera de la famille Sisyridae semblent cependant pouvoir se nourrir du contenu cellulaire des éponges d'eau douce (et de Bryozoaires d'eau douce).
Des larves de phryganes semblent capable de se nourrir d'espèces du genre Spongilla
Enfin, si les éponges mangent des bactéries, elles sont aussi colonisées par de nombreuses bactéries, voire par des algues symbiotes ou opportunistes (qui leur donne une couleur verte ou brun-vert).

## État des populations, pression menaces
L'état des populations d'éponges d'eau douce, en particulier pour les plus rares est mal connu. Mais on sait que certains polluants affectent leur développement ou la production de gemmules ou les tuent (certains pesticides, biocides et métaux lourds).
L'exposition expérimentale à l'antibiotique puromycine montre un arrêt total de production du squelette, ou à très faible dose des anomalies dans la production des spicules.

En laboratoire, des Ephydatia fluviatilis d'origine nord américaine exposées à du cadmium et du mercure (de 1,000 à 0,001 ppm durant un mois) montrent une réponse progressive corrélée à ces polluants : la colonie survit aux faibles doses (avec gemmules normales, gemmosclérées) ; puis des doses un peu plus élevées induisent des gemmules mal gemmosclérées et la mort de la colonie

## Bioindication
En tant qu'organismes filtreurs, et élément de la biodiversité ordinaire ou patrimoniale, les éponges sont sensibles au milieu et à la qualité de l'eau (salinité, température (qui chez certaines espèces d'éponge influe notamment sur la taille des spicules), pollution, taux d'oxygène, turbidité...) et aux variations de niveaux. Aucun référentiel ne permet cependant déjà de les utiliser de manière précise à des fins de bioindication ou comme outil de diagnostic environnemental.
Les restes fossilisés d'éponges d'eau douce (et éventuellement leurs seuls spicules) peuvent aussi renseigner sur la profondeur et le type de paléomilieu d'une couche archéologique ou d'intérêt paléontologique ou limnologique. Ceci n'a pas été fait avant la toute fin du XXe siècle en raison du manque de référentiels utilisables en paléolimnologie, mais un travail de révision taxonomique a été réalisé (par Penney et Racek), qui mis de l'ordre dans la systématique des spongillidés, ce qui permettra à cette science de se développer.

## Espèces proches
- Spongilla alba Carter, 1849
- Spongilla arctica Annandale, 1915
- Spongilla benguelensis Stephens, 1919
- Spongilla cenota Penney & Racek, 1968
- Spongilla chaohuensis Cheng, 1991
- Spongilla dawsoni Bowerbank, 1864
- Spongilla helvetica Annandale, 1909
- Spongilla jiujiangensis Cheng, 1991
- Spongilla mucronata Topsent, 1932